# Viadukt Mirna
Viadukt Mirna (chorvatsky Vijadukt Mirna) je most v Chorvatsku. Vede přes řeku Mirnu, podle níž je pojmenován.

## Poloha mostu
Most je součástí budované dálnice A9, tím pádem je tedy také součástí Istrijského ypsilonu. Leží mezi městy Umag a Rovinj, poblíž města Novigrad, v severní části Istrijského poloostrova.

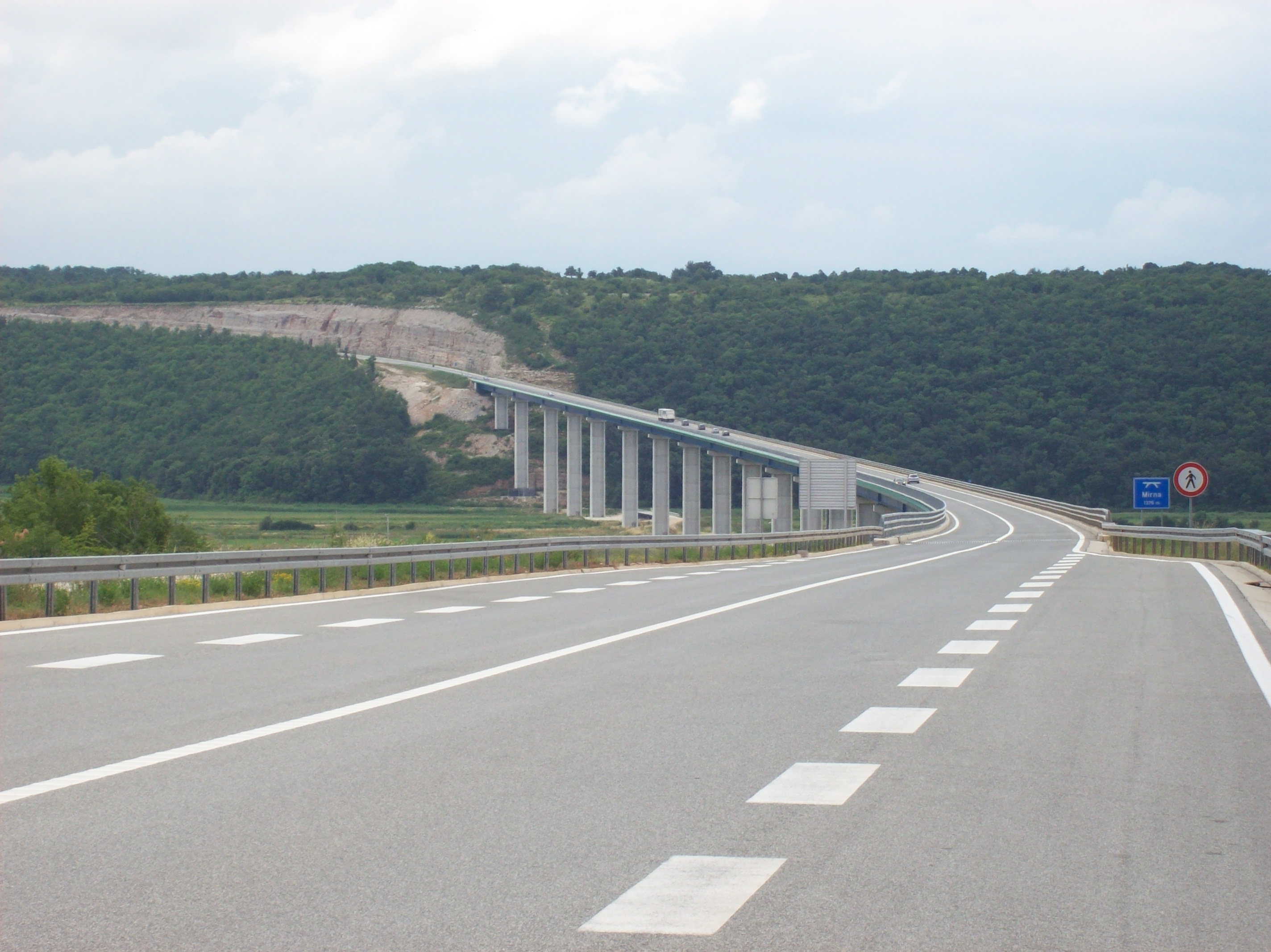
Pohled ze severu
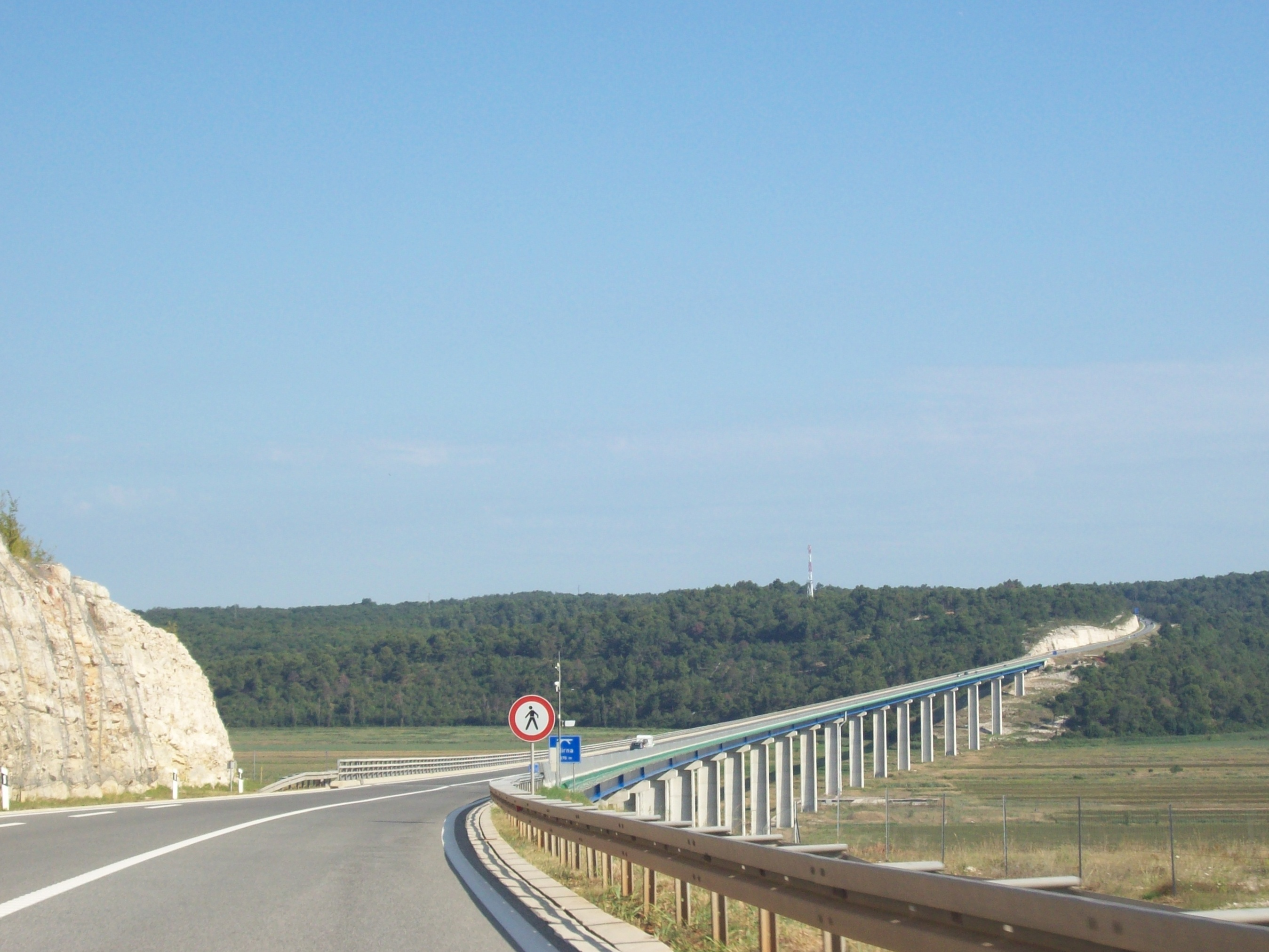
Pohled z jihu
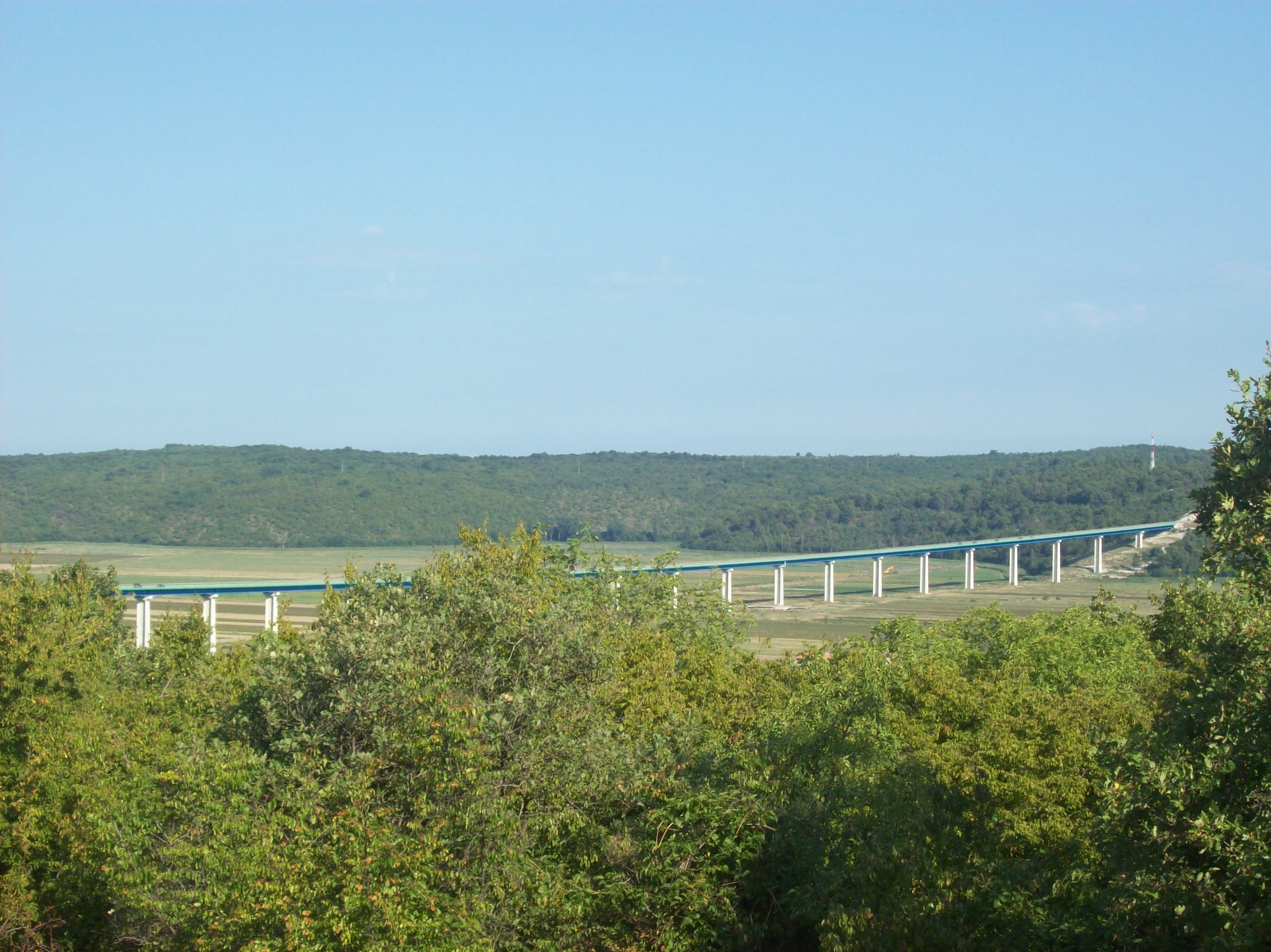
Pohled z východu
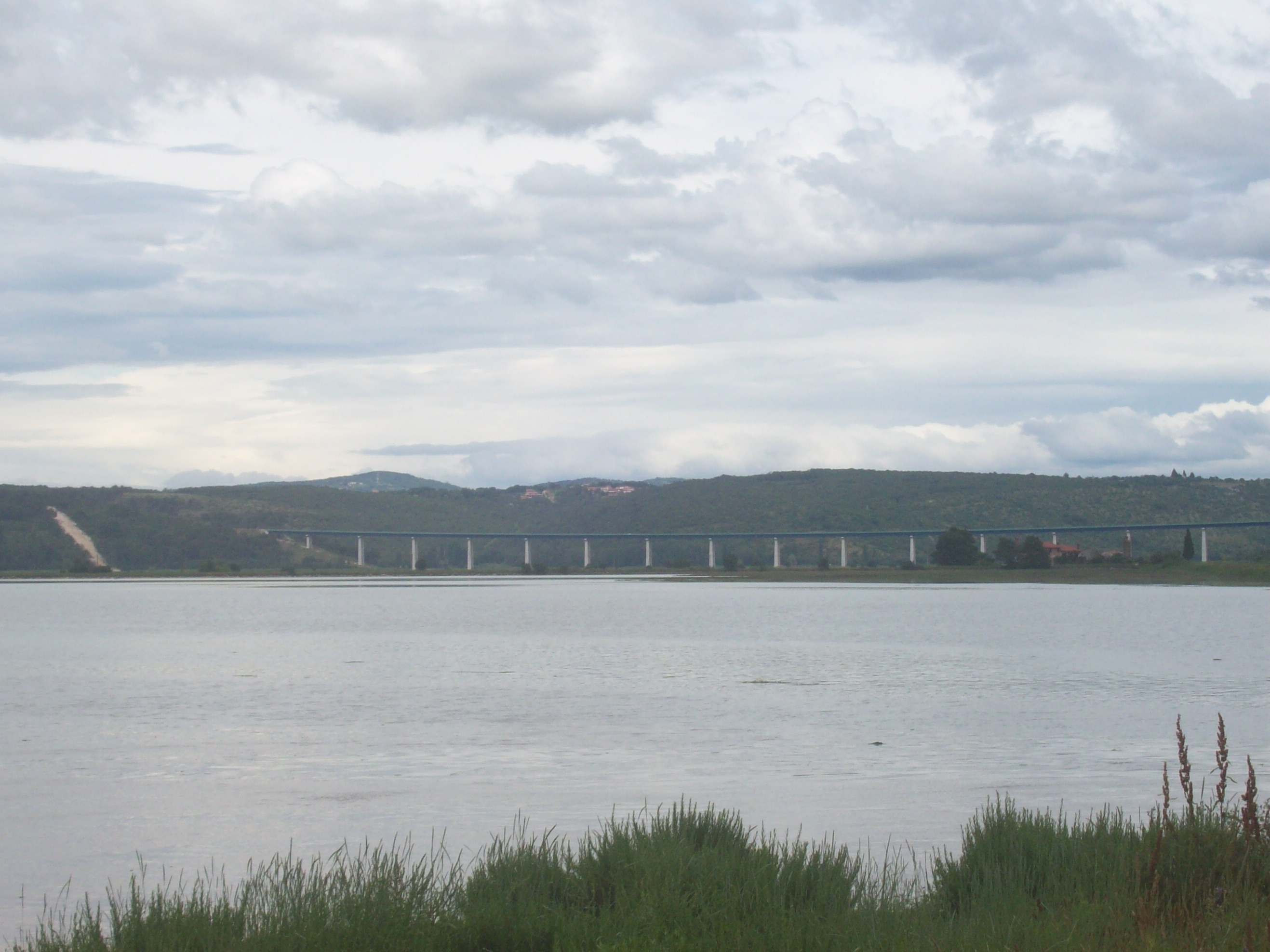
Pohled ze západu

## Rozměry mostu
Most z předpjatého betonu je podpírán 21 pilíři o průměrné výšce 30 m. Délka mostu je 1354 m, šířka 10,1 m. Po mostě vedou dva jízdní pruhy, každý pro jeden směr.

## Stavba mostu
První polovina mostu byla vybudována v letech 2003 až 2005. Zadavatelem stavby bylo chorvatské Ministerstvo moře, turistiky, dopravy a rozvoje. Vybudován byl podle projektu společnosti Laboratoire Central des Ponts et Chaussées.
V budoucnu se v souvislosti s dostavbou dálnice na plný profil počítá s dobudováním druhé poloviny mostu.

## Mýtné

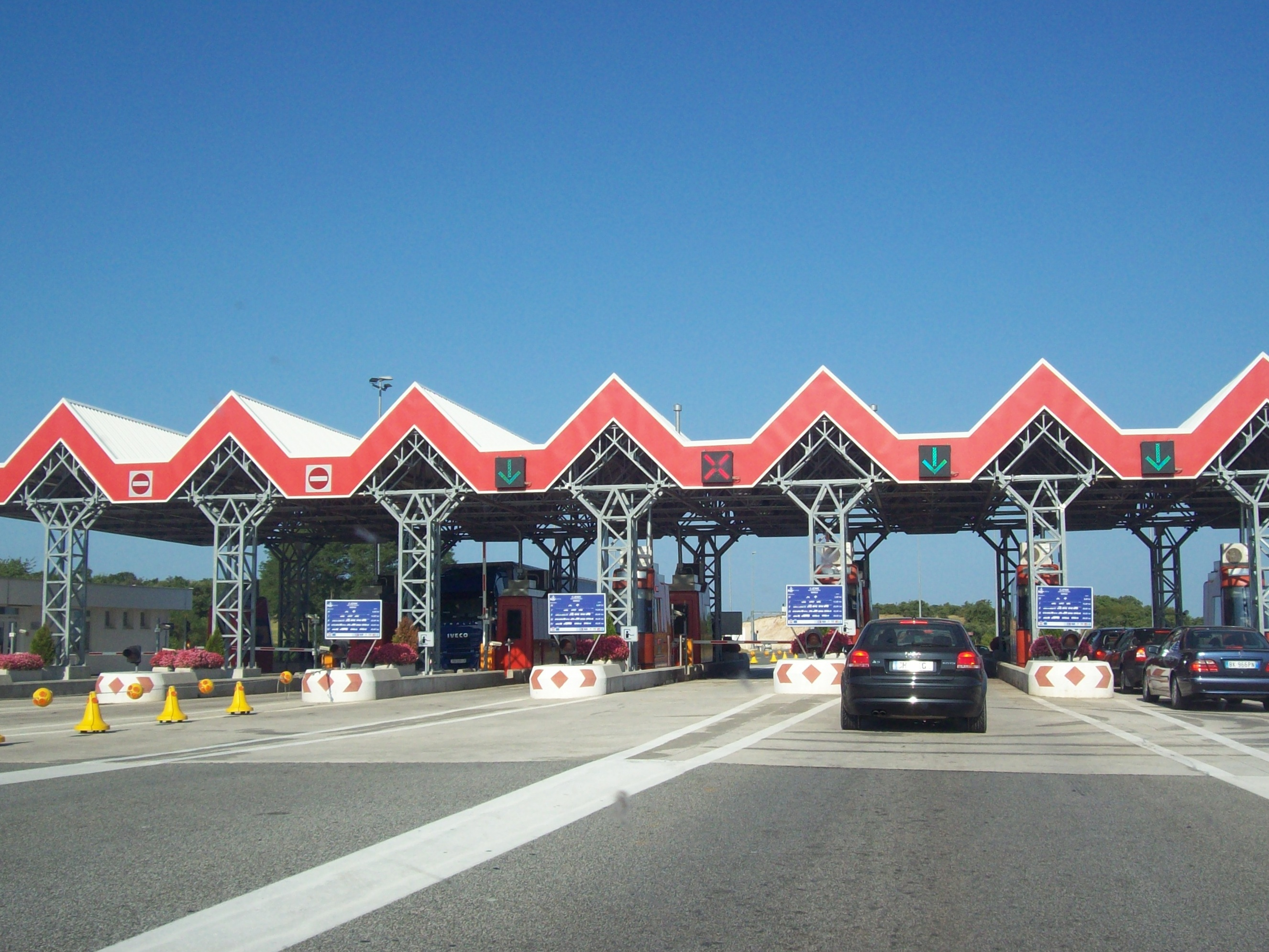
Dřívější výběr mýtného na viaduktu Mirna (2009)

Před vybudováním plného profilu dálnice se za použití mostu platilo mýtné (pro osobní automobily ve výši 14 HRK). V současné době je most součástí placené části Istrijského ypsilonu a zvláštní mýtné se při jeho průjezdu již neplatí.